# We Takin' Over
We Takin' Over è un singolo discografico del produttore discografico statunitense DJ Khaled, pubblicato nel 2007. Il brano vede la partecipazione dei rapper Akon, T.I., Rick Ross, Fat Joe, Birdman e Lil Wayne ed è stato estratto dal secondo album in studio di DJ Khaled, ovvero We the Best.

## Video
Il videoclip della canzone è stato diretto da Gil Green e include i cameo di Pitbull, Bun B, Junior Reid, DJ Infamous, Freeway, Triple C's, Dolla, Johnny Dang, T-Pain, Trina, Curren$y e Cool & Dre.

## Classifiche
| Classifica (2007) | Posizione massima |
| ----------------- | ----------------- |
| Stati Uniti       | 28                |